# Урбинская война
Урбинская война (1517) — одна из Итальянских войн.

## Предыстория
По окончании войны Камбрейской лиги Франческо Мария I делла Ровере решил воспользоваться ситуацией и вернуть себе герцогство Урбино, потерянное им в результате агрессии со стороны Медичи (один из них, Джованни, занимал папский престол под именем Льва X).

## Ход войны
В начале 1517 года он появился под стенами Вероны среди войск, до этого осаждавших город, а теперь возвращавшихся в Венецию. Наняв там 5 тысяч пехотинцев и 1 тысячу кавалеристов под командованием Федерико Гонзага (ит.), Франческо Мария подошёл к Урбино 23 января 1517 года. Там он разбил воевавшего на стороне папы кондотьера Франческо дель Монте и вступил в город, приветствуемый населением.
Лев X быстро нанял 10 тысяч человек, которыми командовали Лоренцо II Медичи, Ренцо ди Чери, Джулио Вителли и Гвидо Рангони, и отправил их к Урбино. 4 апреля Лоренцо Медичи был ранен пулей из аркебузы во время осады замка Мондольфо, поэтому ему пришлось вернуться в Тоскану. Командующим армией вместо Медичи стал кардинал Биббиена, но он не смог удержать войска под контролем, потерпел поражение при Монте-Империале и был вынужден вернуться в Пезаро.

## Итоги
Война закончилась в связи с нехваткой средств у Франческо Марии делла Ровере, которому стало нечем платить войскам, нанятым у Вероны. После нескольких бесплодных набегов на Тоскану и Умбрию он начал искать дипломатические пути разрешения конфликта с папой. В сентябре был подписан договор, в соответствии с которым с Франческо Марии снимались все церковные интердикты. Ему дозволялось свободно уйти в Мантую вместе со всей своей артиллерией, а также богатой библиотекой, собранной прежними правителями Урбино — Федериго да Монтефельтро и его сыном Гвидобальдо.